# Willem Bartsius
Willem Bartsius (Encusa, 1612-Ámsterdam, 1657) fue un pintor neerlandés.

## Biografía
Según Arnold Houbraken, era hijo de Paulus Bertius, secretario de la ciudad de Enkhuizen; su madre pertenecía a la Casa de Egmont. Fue tío del pintor Paulus Potter. En 1634 se convirtió en miembro del Gremio de San Lucas de Alkmaar, pero en 1636 se mudó a Ámsterdam. Después de 1639 se tienen pocos datos de él. Realizó paisajes, retratos y escenas de género, así como una Alegoría de la Vanidad (c. 1640, Museo de Arte e Historia de Ginebra).

## Galería

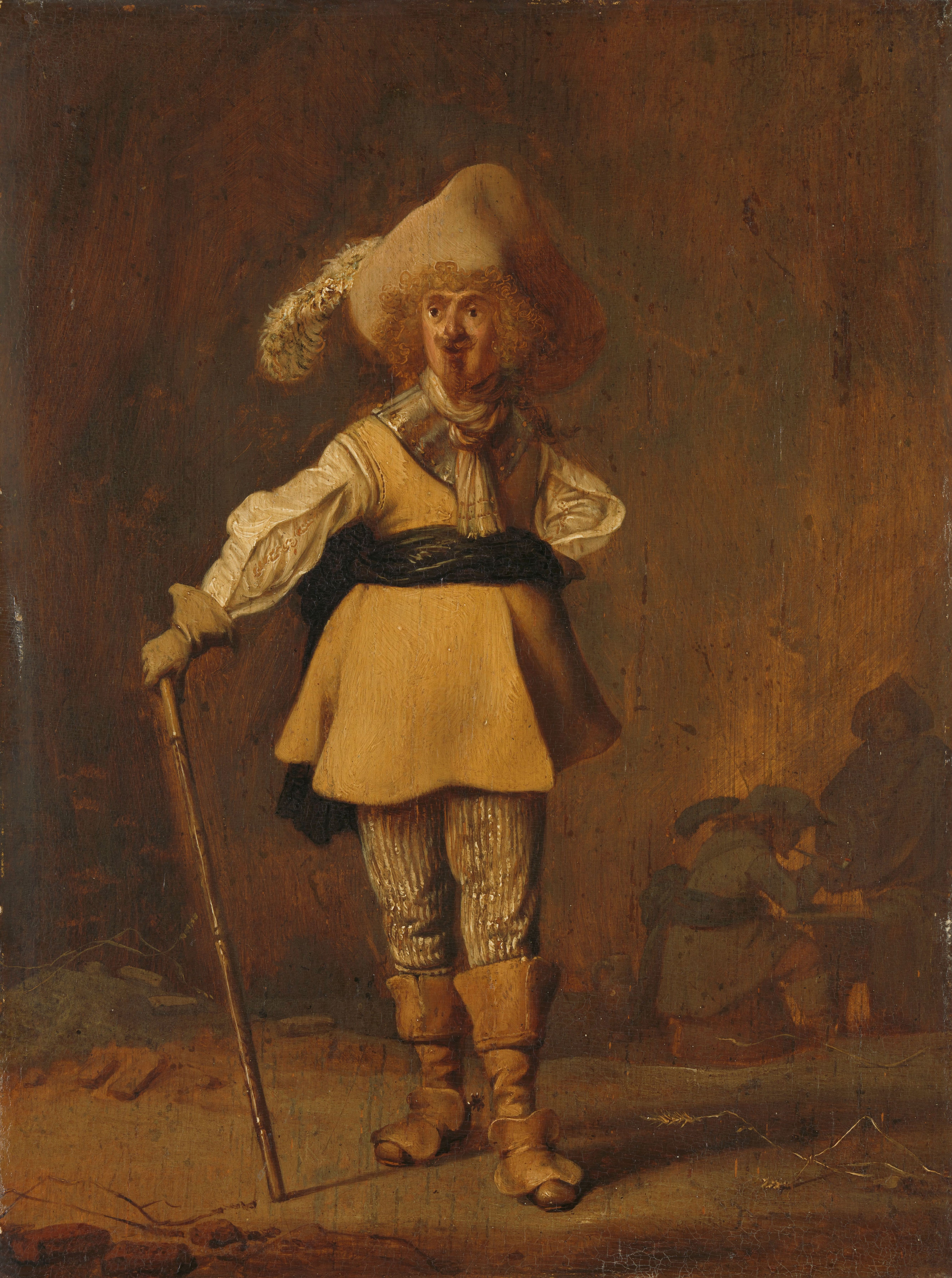
El capitán (c. 1622-1639), Rijksmuseum, Ámsterdam
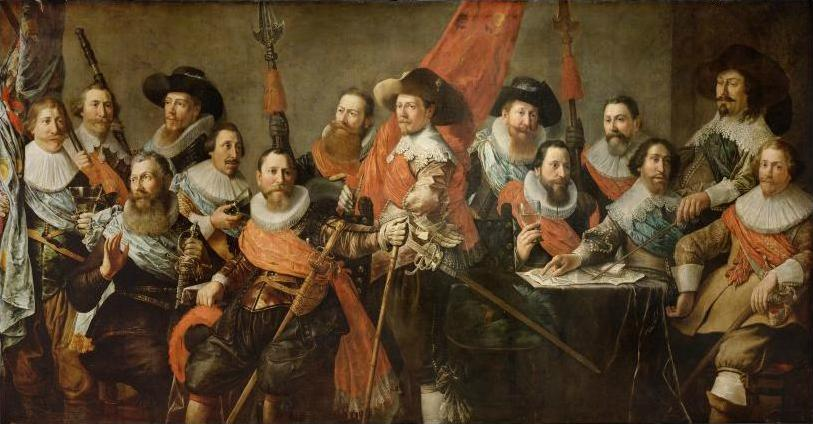
Oficiales de pistoleros del Oude Schutterij de Alkmaar (1634), Stedelijk Museum, Alkmaar
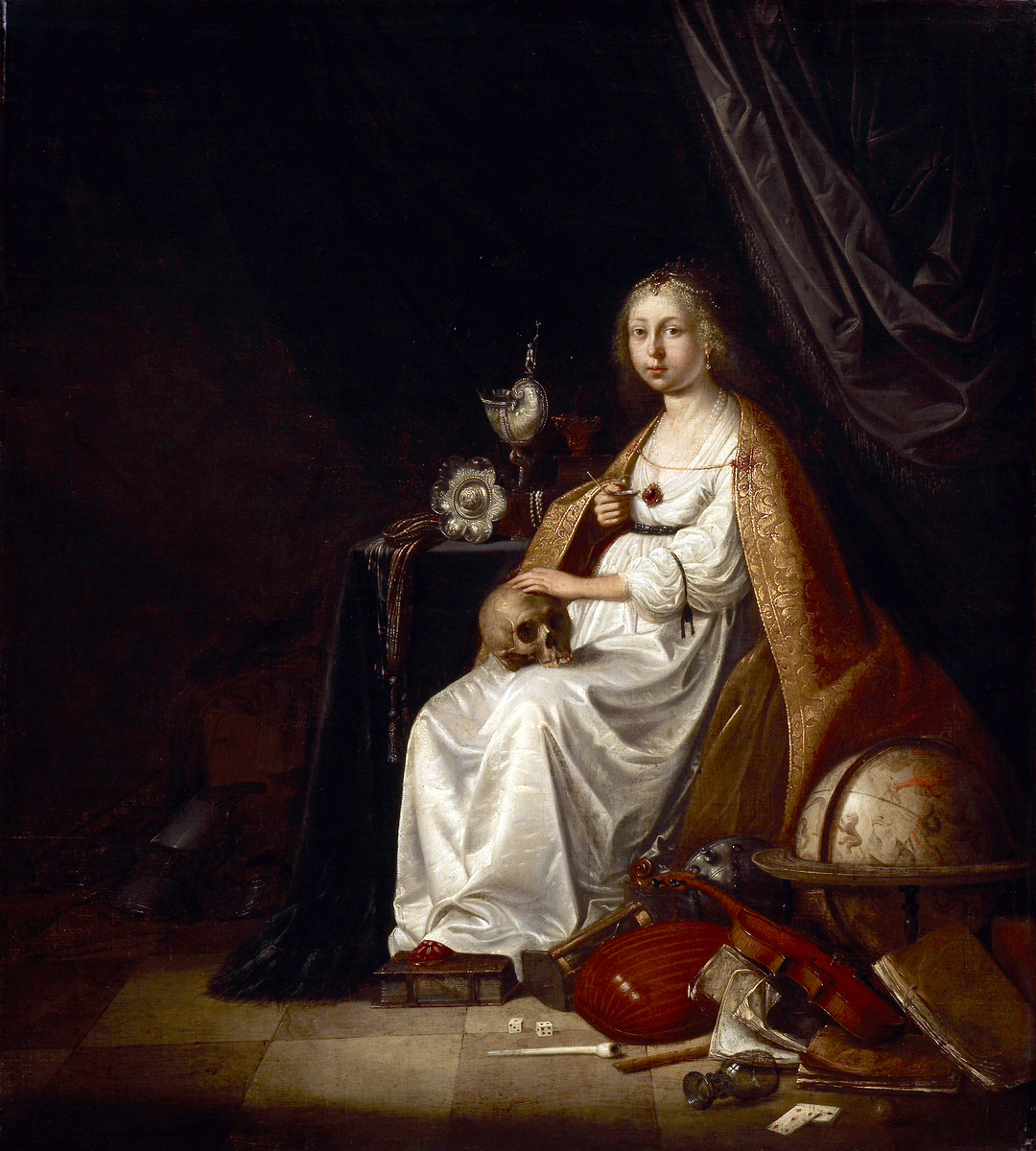
Vanidad (c. 1640), Museo de Arte e Historia de Ginebra
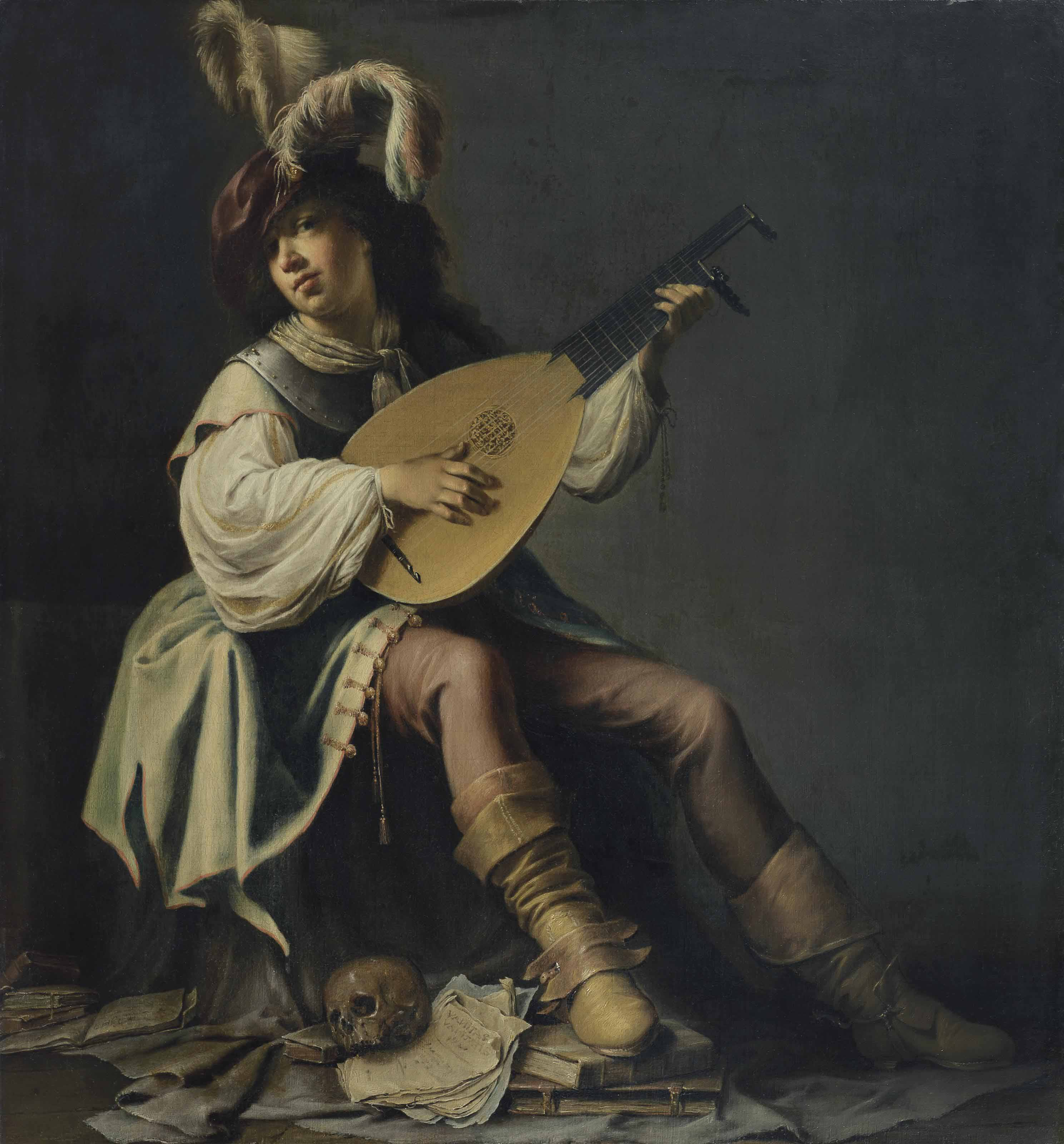
Intérprete de laúd con símbolos de vanitas  (c. 1640), colección privada